# Doña Flor y sus dos maridos
Doña Flor y sus dos maridos (lit. Dona Flor e Seus Dois Maridos) é uma telenovela mexicana produzida por Eduardo Meza e foi exibida pelo Las Estrellas, de 25 de março a 21 de junho de 2019, substituindo Silvia, frente a ti, e sendo substituída por Juntos, el corazón nunca se equivoca
É baseado no romance brasileiro de 1966, Dona Flor e Seus Dois Maridos, escrito por Jorge Amado.
Protagonizada por Ana Serradilla, Sergio Mur e Joaquín Ferreira e antagonizada por Mariluz Bermúdez e  Alejandro Calva e actuação estelar de Rebecca Jones.

## Enredo
A história gira em torno de Flor (Ana Serradilla), uma mulher alegre e bonita, que conhece Valentin (Joaquin Ferreira) um "homem de desastre", mas ainda assim ela gosta como ele é. Tudo estava alegre, engraçado e viviam felizes, mas devido aos problemas de Valentín, ele morre. E no meio da solidão e da dor de ter perdido o marido, Teodoro (Sergio Mur), amigo de Flor e que sempre foi apaixonado por ela, decide começar a conquistá-la. Tudo estava bem, "normal, calmo e um pouco chato", como um casamento deveria ser. Até que, em uma noite, Flor pede um desejo "que seu marido, Valentin, retorne", até que de repente seu desejo se torna realidade. E agora Flor deve decidir entre o fantasma de seu falecido marido e seu atual marido.

## Produção
A telenovela foi apresentada pelo Grupo Televisa durante o Upfront para a temporada de televisão 2018-2019 nas instalações da Televisa San Ángel. É uma adaptação para a televisão do romance brasileiro de mesmo nome, escrito por Jorge Amado em 1966, e do filme em 1976 . A novela é produzida por Eduardo Meza, a produção começou em 22 de novembro de 2018 na Cidade do México e foram confirmados um total de 62 episódios. 

### Seleção de elenco e promoção
Em 20 de outubro de 2018, um piloto foi exibido, em homenagem ao seu país de origem, onde apenas atores importantes como Sofia Olea Levet apareceram interpretando Dona Flor e Raúl Coronado interpretando Valentin. Em 9 de novembro de 2018, a revista People en Español confirmou que Ana Serradilla, Joaquín Ferreira e Sergio Mur seriam os principais protagonistas da novela. 
Em 12 de novembro de 2018, o site Las Estrellas confirmou que Rebecca Jones interpretaria Margarita Méndez. Nesse mesmo dia, Fernando Robles e Ximena Ayala também se juntaram à produção. Em 28 de novembro de 2018, o "claquete" foi dado para oficializar o início da gravação da telenovela e uma grande parte do elenco foi confirmada, entre as quais Mariluz Bermúdez, Liz Gallardo e Alejandra Ley. 
Em 20 de dezembro de 2018, durante o noticiário comandando por Denise Maerker, En Puento Con Denise Maerker, foi apresentado uma campanha especial de fim de ano intitulada Mi Propósito Eres Tú, onde foram exibidos todos os projetos que o canal preparou para o ano de 2019 e onde Ana Serradilla, Joaquín Ferreira, Sergio Mur e Mariluz Bermúdez apareceram interpretando os personagens da novela.

## Elenco
| Ator                | Personagem                               |
| ------------------- | ---------------------------------------- |
| Ana Serradilla      | María Florencia "Doña Flor" Méndez Canúl |
| Sergio Mur          | Teodoro "Teo" Hidalgo Flores             |
| Joaquín Ferreira    | Valentín Hernández                       |
| Mariluz Bermúdez    | Samantha                                 |
| Rebecca Jones       | Margarita Canúl de Méndez                |
| Alejandro Calva     | Octavio                                  |
| Roberto Blandón     | Óscar Hidalgo                            |
| Carlos Corona       | Padre Elpidio                            |
| Ximena Ayala        | Rosalía Méndez Canúl                     |
| Liz Gallardo        | Mariana                                  |
| Alberto Agnesi      | Atahualpa                                |
| Ianis Guerrero      | Aureliano                                |
| Ricardo Polanco     | Porfirio "El Chile" Habanero López       |
| Vicky Araico        | Itzamara                                 |
| Jorge Luis Vázquez  | Valderrábano                             |
| Alejandra Ley       | Micaela                                  |
| Fernando Robles     | Néstor                                   |
| Luis Curiel         | Alberto "Tito"                           |
| Ilse Ikeda          |                                          |
| Elizabeth Guindi    |                                          |
| Gina Pedret         |                                          |
| Talia Marcela       |                                          |
| Cecilia Constantino |                                          |
| Rocío de Santiago   |                                          |
| Karla Esquivel      |                                          |
| Susana Jiménez      |                                          |
| Patricio José       |                                          |
| Miranda Goncalves   |                                          |
| Alexander Tavizon   |                                          |
| Alfredo Huereca     | Bendito                                  |
| Sol Madrigal        | Cassandra                                |
| Lorena del Castillo | Malba                                    |
| Claudia Martín      | Invitada                                 |

## Audiência
| Horário             | # Eps. | Estreia             | Estreia           | Final               | Final           | Posição | Temporada | Classificação geral |
| Horário             | # Eps. | Data                | Primeiro capítulo | Data                | Último capítulo | Posição | Temporada | Classificação geral |
| ------------------- | ------ | ------------------- | ----------------- | ------------------- | --------------- | ------- | --------- | ------------------- |
| Segunda—Sexta 20h30 | 65     | 25 de março de 2019 | 3.5               | 21 de junho de 2019 | 2.4             | #1      | 2019      | 2.35                |